# Município de Riley (condado de Putnam, Ohio)
O município de Riley (em inglês: Riley Township) é um município localizado no condado de Putnam no estado estadounidense de Ohio. No ano de 2010 tinha uma população de 2.127 habitantes e uma densidade populacional de 27,18 pessoas por km².

## Geografia
O município de Riley encontra-se localizado nas coordenadas 40° 57′ 33″ N, 83° 56′ 01″ O. Segundo o Departamento do Censo dos Estados Unidos, o município tem uma superfície total de 78.25 km², da qual 77,92 km² correspondem a terra firme e (0,43 %) 0,34 km² é água.

## Demografia
Segundo o censo de 2010, tinha 2.127 habitantes residindo no município de Riley. A densidade populacional era de 27,18 hab./km². Dos 2.127 habitantes, o município de Riley estava composto pelo 96,94 % brancos, o 0,38 % eram afroamericanos, o 0,56 % eram amerindios, o 0,05 % eram asiáticos, o 1,13 % eram de outras raças e o 0,94 % eram de uma mistura de raças. Do total da população o 3,15 % eram hispanos ou latinos de qualquer raça.